# Michael Lynk
Michael Lynk

Link zum Bild

Stanley Michael Lynk (* 1952 in Halifax) ist ein kanadischer Rechtswissenschaftler. Derzeit ist er Associate Professor an der University of Western Ontario. Von 2016 bis 2022 war er bei den Vereinten Nationen als Sonderberichterstatter zur Menschenrechtssituation in den seit 1967 besetzten palästinensischen Gebieten tätig.

## Frühes Leben und Ausbildung
Michael Lynk wurde 1952 in Halifax als Sohn von Sarah und Stanley Lynk geboren. Sein Vater arbeitete in der Immobilienbranche, seine Mutter, eine libanesische Immigrantin, war Krankenschwester.
Lynk erwarb 1974 einen Bachelor of Arts an der Dalhousie University, gefolgt von einem Bachelor of Laws an derselben Universität im Jahr 1981. 2001 erwarb er mit einer Arbeit über Behindertenrechte im Kontext des kanadischen Arbeitsmarktes an der Queen’s University in Kingston einen Master of Laws.

## Beruf
Nach seinem Jurastudium arbeitete Lynk als Arbeitsrechtsanwalt, außerdem 1989 für sechs Monate beim Hilfswerk der Vereinten Nationen für Palästina-Flüchtlinge im Nahen Osten, wo er sich als refugee affairs officer mit menschenrechtlichen Angelegenheiten in Flüchtlingslagern im Westjordanland befasste.
Seit 1999 lehrt er als Associate Professor für Rechtswissenschaften schwerpunktmäßig Arbeitsrecht, Menschenrechte und Verfassungsrecht an der University of Western Ontario. Zwischen 2008 und 2011 war er stellvertretender Dekan der Fakultät.
Seinen pädagogischen Ansatz erläuterte er 2023 und hob dabei drei zentrale Prinzipien hervor:
1. Präsentation juristischer Urteile als Geschichten mit persönlichem Bezug, um die menschliche Dimension rechtlicher Konflikte zu verdeutlichen (→ Case Method)
2. Diskussion von Gesetzen im Kontext ihrer jeweiligen Epoche und Analyse ihrer Entwicklung durch soziale Bewegungen und gesellschaftliche Veränderungen
3. Kritische Reflexion der sozialen und historischen Einflüsse auf die Rechtsprechung und Hinterfragung der Demografie der juristischen Entscheidungsträger, um mögliche Vorurteile und systemische Ungerechtigkeiten zu thematisieren (→ Critical legal studies)

Neben seiner universitären Tätigkeit ist Lynk als Arbeits-Mediator beim Grievance Settlement Board von Ontario tätig, ferner war er stellvertretender Vorsitzender des Public Service Grievance Board ebendort. Außerdem ist er Redakteur beim Canadian Labour & Employment Law Journal und tritt regelmäßig als Redner auf Konferenzen zu Arbeitsbeziehungen und Arbeitsrecht in Kanada auf.

## Tätigkeit als UN-Sonderberichterstatter
Im März 2016 wurde Lynk vom Menschenrechtsrat der Vereinten Nationen zum Sonderberichterstatter zur Menschenrechtssituation in den seit 1967 besetzten palästinensischen Gebieten ernannt. Zuvor hatte Makarim Wibisono dieses Amt vorzeitig niedergelegt, da ihm die israelischen Behörden keinen Zugang zu den besetzten palästinensischen Gebieten bewilligten.
Wie seine Vorgänger verfasste Lynk jedes Jahr zwei Berichte mit jeweils einem besonderen Schwerpunkt. Im Verlauf seines Mandats wurden diese Berichte zunehmend kritischer gegenüber der israelischen Politik in den besetzten Gebieten. In seinen letzten Berichten bezeichnete er die israelische Präsenz in den besetzten Gebieten als Kriegsverbrechen, forderte von den USA, der EU, der Weltbank und dem Nahost-Quartett ein vereintes Vorgehen gegen Israel und stufte das israelische Regime in den besetzten Gebieten insgesamt als Apartheid ein (s. u.). In einer Rückschau auf seine Tätigkeit als Sonderberichterstatter beschrieb er diese Entwicklung so:

„Als ich 2016 zum Sonderberichterstatter ernannt wurde, war der Gedanke, einen meiner Berichte dem Thema Apartheid in den besetzten palästinensischen Gebieten zu widmen, das Letzte, was mir in den Sinn kam. Ich dachte, die Verwendung des Begriffs „Apartheid“ würde sicherlich nur diplomatische Herzen verhärten und Türen verschließen. […] Ich glaubte, es würde genügen, einen auf Recht basierenden Ansatz zu verfolgen, klare Berichte zu verfassen, umsetzbare Handlungsempfehlungen zu entwickeln und die Mitgliedstaaten aufzurufen, sich […] treu an das zu halten, was sie [einst] auf Papier festgehalten hatten.
Als mein Mandat zu Ende ging, hatte ich meine Meinung geändert. Zwei Entwicklungen erklären diesen Sinneswandel. Erstens war ich – zugegeben: naiverweise – zutiefst überrascht vom kompletten Unwillen der meisten Mitgliedstaaten der entwickelten Welt – Europa, Nordamerika und Ozeanien –, anzuerkennen, dass die feierlichen Verpflichtungen auf das Völkerrecht auch die Verantwortung beinhalten, diejenigen UN-Mitgliedstaaten zur Rechenschaft zu ziehen, die hartnäckig gegen internationales Recht und UN-Resolutionen verstoßen. [...]
Der zweite Grund für meine neue Bereitschaft, das Apartheid-Konzept in Betracht zu ziehen, waren die sich häufenden und unbestreitbaren facts on the ground. […] Die israelische Besatzung – die nach internationalem Recht vorübergehend und kurzzeitig sein muss – ist von einer Annexion und Apartheid nicht mehr zu unterscheiden.“

Wie seine Vorgänger John Dugard und Richard Falk sowie seine Nachfolgerin Francesca Albanese wurde auch Lynk wiederholt von der israelischen Regierung und (pro-)israelischen Lobbygruppen des Antisemitismus und einer anti-israelische Voreingenommenheit beschuldigt.  Im Falle Lynks wurden diese Vorwürfe wegen dreier Zitate von mehreren Lobbygruppen bereits bei seiner Ernennung erhoben. Lynk wies diese Vorwürfe von sich und sagte, das eine Zitat stamme gar nicht von ihm, die anderen beiden seien aus dem Kontext gerissen. Unterstützer von Lynk bezeichneten die Vorwürfe als unbegründet und „lächerlich“. Dugard, Falk und Lynk kritisierten später, die UN hätten „nicht annähernd ausreichend gegen die unerbittlichen Angriffe gegen uns Stellung bezogen.“

### Zusammenarbeit mit Menschenrechtsorganisationen
Ein zentrales Thema von Lynks Berichten war die zunehmende Repression gegen Menschenrechtsorganisationen und -aktivisten während seiner Amtszeit. Zeitgleich mit seinem Mandatsantritt verstärkten israelische Politiker, rechte Gruppen und Nichtregierungsorganisationen ihren Druck auf diese Organisationen; vor allem, indem sie sie als „Landesverräter“ und „Terrorunterstützer“ brandmarkten. Diese Entwicklung begann 2015/2016 mit drei Kampagnen des regierungsnahen NGO Monitor, von Im Tirtzu und Regierungsparteien und von Ad Kan. Zwischen 2018 und 2020 folgten weitere Angriffe durch die israelische Regierung und den NGO Monitor, darunter unter anderem gezielte „Stigmatisierungskampagnen“ gegen Al-Haq, Addameer und das Al-Mezan Center for Human Rights. Diese Entwicklungen gipfelten 2021/22 in der offiziellen Einstufung mehrerer Menschenrechts- und Hilfsorganisationen als „Terrororganisationen“ durch Israel und der Zwangsschließung ihrer Büros – entgegen der Einschätzung der UN und europäischer Länder wie Deutschland.
Bereits zu Beginn seines ersten Berichts (2016, dazu s. u.) führte Lynk aus: Da ihm – wie bereits seinen beiden Vorgängern – der Zugang zu den palästinensischen Gebieten verweigert wurde, sei er auf Aussagen von Vertretern der Zivilgesellschaft und der Vereinten Nationen sowie einzelner Palästinenser und Israelis angewiesen gewesen. Mit diesen traf er sich einmal jährlich in Amman, wo sie ihn in Sachen menschenrechtliche Entwicklungen in den besetzten Gebieten auf den neuesten Stand brachten. Weil aber auch diese Vertreter der Zivilgesellschaft bei ihrer Mitwirkung durch israelische Reisebeschränkungen behindert worden seien und darüber hinaus die Menschenrechtsorganisation B’Tselem im Vorfeld ihrer Zusammenarbeit mit der UN von Israel bedroht worden sei, kündigte er an, in seinem zweiten Bericht wolle er sich gesondert mit der Behandlung von „Menschenrechtsverteidigern“ durch die israelische Regierung befassen.
Wie angekündigt war der Schwerpunkt von Lynks zweitem Bericht (2017/1), dass insbesondere seit 2015 „Menschenrechtsverteidiger“ dazu gezwungen seien, in einem „repressiven“ Umfeld zu wirken, in dem „koordinierte Bemühungen der israelischen Regierung, des israelischen Militärs, privater israelischer Organisationen sowie unbekannter Einzelpersonen oder Gruppen […] darauf abzielten, ihre Arbeit zu diskreditieren und zu sabotieren“. Auch in mehreren seiner späteren Berichte finden sich zu Beginn weitere kurze Abschnitte, in denen über neue Entwicklungen in diesem Bereich berichtet wird.
Mehrere von Lynks Warnungen bewahrheiteten sich später, darunter zu den bereits erwähnten Organisationen Al-Haq, Addameer und dem Al-Mezan Center. Weitere Warnungen Lynks, die sich später als richtig erweisen sollten, betrafen Einzelpersonen wie Issa Amro und Farid al-Atrash oder Mohammed el-Halabi, die der Organisation Youth Against Settlements, der Independent Commission for Human Rights oder der Gazaner Abteilung von World Vision vorsaßen und die in den folgenden Jahren alle mehrfach oder dauerhaft interniert oder in Haft gesetzt wurden.
Während seiner gesamten Amtszeit blieb Lynk auf die Zusammenarbeit mit Menschenrechtsorganisationen angewiesen. Viele seiner Berichte basierten auf Analysen dieser Organisationen. In einem Interview von 2020 sagte Lynk zu diesem Thema:

„Ich muss sagen, meine Arbeit wird durch die erstklassigen zivilgesellschaftlichen Organisationen und Menschenrechtsorganisationen, die es sowohl in Israel als auch in Palästina und international gibt, erheblich erleichtert. Human Rights Watch und Amnesty International, Aktivisten und Organisationen in Europa sowie Menschenrechtsverteidiger – sowohl Israelis als auch Palästinenser – liefern hervorragende Berichte und hochkarätige Anwaltschaft. […] Ich denke, ich könnte meine Arbeit besser machen, wenn ich Zugang [zu den besetzten Gebieten] hätte […]. Aber wenn mir [weiterhin] der Zugang verwehrt wird, wie es [aktuell] der Fall ist, habe ich einen ziemlich guten Plan B: Ich stütze mich auf die erstklassige Arbeit der Zivilgesellschaft, auf ihre Analysen und Berichte […].“

### Berichte über Okkupation, Annexion und Apartheid
Eine erste Untergruppe von Lynks Berichten bilden drei Berichte, in denen Lynk jeweils rechtstheoretisch die Abgrenzung zwischen je zwei völkerrechtlichen Konzepten erörterte. Dabei entwickelte er rechtliche Tests, mit dem sich die Situation in den besetzten Gebieten entweder der einen oder der anderen Rechtssituation zuordnen lassen sollte. Vor diesem Hintergrund wurde dann jeweils die konkrete Situation in den Gebieten rechtlich eingeordnet.

#### Legale und illegale Okkupation
Lynks dritter Bericht (2017/2) war der erste, der breiter rezipiert werden sollte. Als Schwerpunkt hatte Lynk hier die rechtstheoretische Frage gewählt, ab wann eine Okkupation wie die der besetzten palästinensischen Gebiete durch Israel die „rote Linie“ zur Illegalität überschritten habe. Dafür entwickelte Lynk einen vierteiligen Test. Die vier Testkriterien waren:
1. Hat die Besatzung die besetzten Gebiete annektiert?
2. Ist die Besatzung dauerhaft?
3. Handeln die Besatzer im besten Interesse der Bevölkerung der besetzten Gebiete?
4. Verwalten die Besatzer die besetzten Gebiete nach Treu und Glauben und erfüllen sie dabei ihre Pflichten nach internationalem Recht vollumfänglich?[57][58][59]

Nach einer Anwendung dieser Testkriterien auf die israelische Besatzung kam Lynk zum Schluss, dass Israel in allen vier Hinsichten die rote Linie mittlerweile überschritten habe.
In Israel sorgte vor allem eine Passage für Aufsehen, in der Lynk andeutete, dass eine internationale Anerkennung der Illegalität zu geringeren Investitionen führen könnte. Weil Lynk damit „effektiv zu einem Boykott aller großen israelischen Firmen aufrufe“, verfasste Hillel Neuer für die pro-israelische Lobbygruppe UN Watch einen Protestbrief, israelische Medien unterschiedlicher Couleur berichteten darüber, Israels Botschafter bei den Vereinten Nationen, Danny Danon, warf Lynk vor, „hasserfüllte Ideen zu verbreiten und Aktivisten der BDS-Kampagne gegen Israel zu mobilisieren.“ Neuer zeichnete diesen Satz in der Zeitung Times of Israel mit Platz 7 der „Top 10 der irrsinnigsten Anti-Israel-Aktionen der UN von 2017“ aus.
Dieselbe Schlussfolgerung wie Lynk zog fünf Jahre später die Ständige Faktfindungsmission der Vereinten Nationen zum Israel-Palästina-Konflikt, ein Jahr darauf auch der UN-Ausschuss für die Ausübung der unveräußerlichen Rechte des palästinensischen Volkes, mit dem Lynk zusammenarbeitete und der auf Lynks Bericht aufbaute.
Laut Lynk waren diese Berichte mit ausschlaggebend dafür, dass Ende 2022 die Generalversammlung der Vereinten Nationen den Internationalen Gerichtshof (IGH) damit beauftragten, eine rechtliche Einschätzung von Israels Besatzungspolitik vorzunehmen, wie er es bereits 2017 angeregt hatte. 2024 kam auch der IGH im Gutachten zu den rechtlichen Folgen von Israels Besatzungspolitik zum selben Schluss wie Lynk.

#### Okkupation und Annexion
In der Zwischenzeit hatte Lynk selbst zwei weitere Berichte vorgelegt. Bericht 2018/2 setzte direkt am Okkupationsbericht an, erörterte rechtstheoretisch den Unterschied zwischen „Okkupation“ und „Annexion“ und entwarf einen weiteren Test, mithilfe dessen man wieder mit vier Testkriterien entscheiden können sollte, wann eine Okkupation die Grenze zur illegalen Annexion überschritten habe. Eine Besatzungsmacht überschreite diese Grenze, wenn folgende Kriterien erfüllt sind:

„(a) Effektive Kontrolle […] über ein Gebiet, das sie gewaltsam von einem anderne Staat erworben hat;
(b) Ausübung von Souveränität [… z. B. durch] unzulässige Änderungen der lokalen Gesetzgebung […], demographische Veränderungen und/oder Bevölkerungsumsiedlungen […];
(c) Absichtserklärungen […], die auf eine dauerhafte Annexion von Teilen oder des gesamten besetzten Gebiets hindeuten oder diese befürworten;
(d) [Die Anwendung von] internationalem Recht und Weisungen […] auf das Gebiet wird abgelehnt […].“

Lynk kam nach Anwendung dieser Testkriterien zum Ergebnis, dass Israel nicht nur Ostjerusalem de jure, sondern auch das Westjordanland de facto annektiert hatte.

#### Apartheid
In seinem letzten Bericht (2022) befasste sich Lynk mit einer dritten „roten Linie“: der Frage, ob die israelische Besatzung als Apartheid einzustufen sei. Laut Lynk war dieser sein am stärksten rezipierter. Ab 2020 hatten mehrere internationale, israelische und palästinensische Menschenrechtsorganisationen Berichte vorgelegt, denen zufolge Israels Politik insgesamt oder nur in den besetzten Gebieten mittlerweile als Apartheidsregime zu betrachten sei. Auch einer von Lynks Vorgängern, Richard Falk, hatte bereits 2017 gemeinsam mit Virginia Tilley einen Bericht für die Wirtschafts- und Sozialkommission für Westasien (ESCWA) verfasst, in dem Israels Handeln an den Palästinensern als Apartheid eingeordnet worden war. Dieser allerdings war seinerzeit nur zwei Tage nach seiner Veröffentlichung wieder zurückgezogen worden.
Auf diese Berichte aufbauend fragte Lynk nicht danach, welche Gemeinsamkeiten man zwischen der Situation in den besetzten Gebieten und der Apartheid Südafrikas feststellen könne, sondern strikt danach, ab wann genau man laut internationalen bindenden Dokumenten von „Apartheid“ sprechen müsse. Auch für diese Frage formulierte er einen Test, der diesmal aus drei Testkriterien bestand und der so auch bereits in drei der eben genannten Berichte formuliert worden war:

„(a) Es existiert ein institutionalisiertes System systematischer rassistischer Unterdrückung und Diskriminierung;
(b) Das System wurde mit der Absicht errichtet, die Vorherrschaft einer ethnischen Gruppe über eine andere aufrechtzuerhalten;
(c) Das System beinhaltet unmenschliche und grausame Handlungen, die integraler Bestandteil des Systems sind.“

Lynk kam zu dem Schluss, dass alle Kriterien erfüllt seien und die israelische Besatzung daher als Apartheid einzustufen sei. Anders als der Bericht von Falk/Tilley wurde Lynks Bericht nicht zurückgezogen.
Die israelische Regierung wies den Bericht zurück und erklärte, er sei „ohne Basis, missachte den Kontext und sei [nur] der jüngste Repräsentant einer Schmierkampagne, die darauf abziele, Israels Existenzrecht zu negieren.“ In diesem Fall wurde Lynks Apartheids-Vorwurf auch vom IGH zumindest nicht explizit übernommen. Lynk allerdings argumentierte nach Veröffentlichung des IGH-Gutachtens, richtig verstanden habe sich der IGH auch in diesem Punkt seiner Schlussfolgerung angeschlossen.

### Berichte über Siedlungen, ihre Auswirkungen und Sanktionen
Eine zweite Gruppe von Lynks Berichten untersuchte die Auswirkungen der völkerrechtlich als illegal geltenden israelischen Siedlungen auf palästinensisches Leben, mögliche Sanktionen gegen die israelische Politik und die Rolle internationaler Akteure.
Der historische Kontext dieser Berichte war dieser: Lynks Amtsantritt war mit der Annahme von Resolution 2334 des UN-Sicherheitsrates zusammengefallen, in der festgestellt worden war, dass die Israels Siedlungspolitik im Westjordanland eine „flagrante Verletzung des Völkerrechts“ sei und „sofort vollständig eingestellt“ werden müsse. Während Lynks Mandatszeit
- wuchs die Zahl israelischer Siedler in den besetzten Gebieten weiter von rund 614.000 (2016) auf über 712.000 (2022).[94] In insgesamt 21 vierteljährlichen Berichten[95] wurde im UN-Sicherheitsrat jeweils festgestellt, dass Israel keiner der Forderungen dieser Resolution nachgekommen sei,[96][97] laut Lynk beinahe vollständig ohne Konsequenzen.[98]
- jährte sich die Machtübernahme der Hamas im Gazastreifen und der Beginn der Gaza-Blockade 2017 zum zehnten Mal. Die UN veröffentlichten zu diesem Anlass einen Bericht,[99] demzufolge der Gazastreifen wegen dem ökonomischen und ökologischen Niedergang womöglich noch vor 2020 „unbewohnbar“ sein könnte.[100] 2019 äußerte Lynk, wenn man unter „Bewohnbarkeit“ menschenwürdige Bewohnbarkeit verstehe, müsse man mittlerweile für den Gazastreifen wirklich Unbewohnbarkeit konstatieren.[101]
- protestierten die Palästinenser im Gazastreifen ab 2018 beinahe zwei Jahre lang gegen die Gaza-Blockade. Die israelischen Reaktionen auf diese Proteste verurteilte Lynk als exzessive Gewaltanwendung.[102][103]
- erkannten die USA 2017 die israelische Annexion Ostjerusalems, Mitte 2019 die der Golanhöhen und Ende 2019 israelische Siedlungen als rechtmäßig oder legitim an.[104] Zudem unterstützten sie Israel, als dort 2020 handfeste Pläne zur Annexion des Westjordanlands geschmiedet wurden,[105] indem sie einen entsprechenden Rahmenplan für die Region Palästina[106] veröffentlichten.[107] Neben seinen Berichten verfasste Lynk gegen diese Annexionspläne auch zusammen mit 46 weiteren UN-Sonderberichterstatter ein gemeinsames Statement, in dem sie erklärten, anders als bei den Annexionen Ostjerusalems und der Golanhöhen dürfe die internationale Gemeinschaft es dieses Mal nicht nur bei Kritik belassen, sondern solches Handeln müsse Konsequenzen nach sich ziehen.[108][109] Lynk bezeichnete dieses Statement später als „einen der stolzesten Momente“ seiner Mandatszeit.[110]
- beschränkte sich die Europäische Union angesichts dieser Entwicklungen „auf diplomatische Verurteilungen der israelischen und palästinensischen Handlungen, ohne ihren Führungen spürbare Konsequenzen aufzuerlegen“.[111] Auch einige diplomatische Verurteilungen scheiterten am Widerstand einzelner EU-Staaten, insbesondere Ungarns.[104] Wirtschaftliche Sanktionen dieser wichtigsten Handelspartnerin Israels[112] blieben aus; stattdessen stieg das Handelsvolumen zwischen Israel und Europa von 31,8 Milliarden Euro im Jahr 2016 auf 46,7 Milliarden Euro im Jahr 2022.[113] Nach Bekanntwerden der Annexionspläne forderte Lynk in einem Statement auch speziell die EU auf, Israel für Verstöße gegen das Völkerrecht zur Rechenschaft zu ziehen.[114]

#### Auswirkungen der Besatzung
Negative Auswirkungen von Siedlungen und Siedlungspolitik im Westjordanland
Bereits Lynks erster Bericht (2016) konzentrierte sich auf die wirtschaftlichen Auswirkungen der Besatzung. Israel verstoße in mehrfacher Hinsicht gegen das Recht auf Entwicklung, indem es die palästinensische Wirtschaft „kontrolliere und ausbeute“.
In Bericht 2018/1 analysierte Lynk die Auswirkungen der Besatzung auf das palästinensische Recht auf Gesundheit, insbesondere durch die Gaza-Blockade und die Fragmentierung der palästinensischen Gebiete im Westjordanland durch israelische Siedlungen. Mehrere Aspekte dieser Analyse wurde in den folgenden Jahren von anderen Organisationen aufgegriffen und fortgeschrieben, teilweise unter Mitwirkung Lynks.
Bericht 2019/1 schließlich kritisierte die Ausbeutung palästinensischer Bodenschätze sowie die Einschränkung des Zugangs zu sauberem Wasser. Israel übernutze Grundwasservorräte im Westjordanland, betreibe ein diskriminierendes Wassermanagement und verhindere durch die „Zerstückelung des Westjordanlands“ eine stabile Wasserversorgung. Zudem verschärfe die Gaza-Blockade die dortige Wasserkrise. Wieder konnte sich Lynk bei diesem Bericht auf Vorarbeiten von Menschenrechtsorganisationen stützen; kurze Zeit später erschienen weitere Veröffentlichungen, auf deren Vorab-Fassungen Lynk teilweise ebenfalls zurückgreifen konnte.
Die wirtschaftlichen Auswirkungen der Besatzung insgesamt wurden 2022 noch einmal gründlicher in einem ESCWA-Bericht ausgeleuchtet, an dem Lynk mitwirkte. In diesem wurde vorgerechnet, inwiefern israelische Praktiken „jeden Wirtschaftssektor“ der palästinensischen Ökonomie insbesondere durch „Bewegungsbeschränkungen und Segregation“ behinderten oder rückentwickelten.
Die Gaza-Blockade als „kollektive Bestrafung“
Nach dem Ende der fast zweijährigen palästinensischen Proteste im Gazastreifen gegen die Gaza-Blockade im Dezember 2019 verfasste Lynk außerdem einen Bericht (2020/1), in dem er insbesondere die Gaza-Blockade als kollektive Bestrafung der Palästinenser interpretierte und Straf-Demolierungen von Häusern im Westjordanland kritisierte.

#### Rechenschaft und Sanktionen
Lynks Bericht 2019/2 war wieder grundsätzlicher angelegt: Schwerpunkt war das von Lynk konstatierte Charakteristikum der israelischen Besatzung, dass

„die internationale Gemeinschaft sich [Israels] zahlreichen schwerwiegenden Verstöße gegen das Völkerrecht so bewusst ist [… und]  so gut über das Ausmaß des Leidens und der Vertreibung der geschützten Bevölkerung unter Besatzung informiert ist [wie bei keiner anderen Besatzung] – und dennoch so wenig bereit ist, auf die erdrückenden Beweise zu reagieren und die zahlreich vorhandenen rechtlichen und politischen Mittel zu nutzen, um dieser Ungerechtigkeit ein Ende zu setzen.“

Lynk kritisierte die Untätigkeit der internationalen Gemeinschaft und forderte entschiedene Maßnahmen. In Par. 75 listete er mögliche Straf- und Sanktionsmaßnahmen auf.
Er selbst präferierte zwei Maßnahmen: Ein vollständiges Exportverbot auf alle in illegalen Siedlungen hergestellten Produkte, außerdem die Fertigstellung einer 2016 begonnenen UN-Datenbank, in der Unternehmen geführt werden sollten, die wirtschaftlich mit diesen Siedlungen verstrickt waren. Eine erste Version dieser Datenbank wurde 2020 veröffentlicht. Lynk kritisierte jedoch, dass sie unvollständig sei und nicht ausreichend finanziert werde. Ein Jahr später stellte Lynk einem von der Don't Buy into Occupation-Koalition produzierten Nachfolger dieser Datenbank sein Vorwort voran.
Israels Außenministerium verweigerte einen Kommentar zu Lynks Exportverbots-Forderungen.

#### Politische und wirtschaftliche Verantwortung und Rolle internationaler Akteure
Ein Jahr später (2020/2) vertiefte Lynk seine Argumentation in einem Bericht über die Rolle der internationalen Gemeinschaft und privater Unternehmen. Unter anderem führte er dort aus: Am wirkungsvollsten wären Sanktionen gegen private Unternehmen, die „eine bedeutende Rolle bei der Aufrechterhaltung der wirtschaftlichen Lebensfähigkeit der illegalen israelischen Siedlungen [spielten] und dadurch untrennbar die Geschäftswelt in die menschenrechtswidrigen Praktiken der Besatzung verstrickten.“
Zwei weitere Gruppen von Akteuren waren Thema seiner nächsten beiden Berichte: Im ersten (2021/1) schrieb er über die israelischen Siedler, über deren zunehmende Siedlergewalt er bereits kurz zuvor ein eigenes Statement mitverfasst hatte, und ihre Siedlungen. Diese beurteilte Lynk als Kriegsverbrechen, die für Palästinenser eine „humanitäre Wüste [schüfen], die in jeden Aspekt ihres Lebens unter der Besatzung eingreift“, und gegen die die internationale Gemeinschaft daher entschiedene Maßnahmen ergreifen müsse. Auch solle sie erneut ihre seit langem vorgebrachte Forderung bekräftigen, dass „Israel die Siedlungen in Übereinstimmung mit dem Völkerrecht vollständig abbauen“ müsse. Israel wies Lynks Bericht als „einseitig und voreingenommen“ zurück.
In seinem letzten Bericht (2021/2) aus dieser Gruppe wiederholte er, dass die internationale Gemeinschaft es über Jahre hinweg versäumt habe, Israels Verstöße gegen das Völkerrecht wirkungsvoll zu sanktionieren. Daher ging er in diesem Bericht speziell ein auf die Rolle
- der USA, die in vielerlei Hinsicht mit Israel kooperiere und wirkungsvolle Sanktionen blockiere,[158]
- des Nahost-Quartetts, das sich weitestgehend der Position der USA unterordne,
- der EU, die sich weiterhin auf den Oslo-Friedensprozess berufe, obwohl dieser nurmehr ein „Deckmantel für die Aufrechterhaltung der Besatzung“[159] und „Feigenblatt“, um keine wirksamen Maßnahmen ergreifen zu müssen,[112] sei,
- der Weltbank, die in ihren Berichten verschweige, dass die darbende palästinensische Wirtschaft der israelischen Besatzung anzulasten sei.[160]

Er forderte die internationale Gemeinschaft auf, ihre Verantwortung bei der Sanktionierung Israels wahrzunehmen:

„Die Vereinigten Staaten können ihr Versprechen einlösen, überall für Menschenrechte einzutreten. Die Europäische Union kann diplomatischen Mut beweisen, indem sie einen [von den USA] unabhängigen Kurs einschlägt, der auf einem rechtebasierten Ansatz beruht. Die Weltbank kann die wirtschaftliche Realität der Besatzung durch eine Menschenrechtslinse betrachten, die zu wesentlich besseren politischen Empfehlungen führen wird. Und das Quartett kann seine Wirkung verstärken, indem es auf dem etablierten internationalen Rahmen für Frieden mit Gerechtigkeit im Nahen Osten besteht.“

Dafür definierte er fünf Prinzipien, an denen man sich auszurichten habe, um Frieden, Sicherheit und Gerechtigkeit herstellen zu können:

„(a) Aufgrund des enormen Machtungleichgewichts zwischen Israel und den Palästinensern ist eine aktive internationale Intervention unabdingbar. […]
(b) Der Rahmen für die vollständige Beendigung der Besatzung muss einen auf Rechten basierenden Ansatz verfolgen, der im Völkerrecht und in den Menschenrechten verankert ist. […]
(c) Das Endziel muss das vollständige Ende der Besatzung und die Verwirklichung der palästinensischen Selbstbestimmung sein. Israel gibt es bereits – seit 1948. […]
(d) Israel ist ein unaufrichtiger Besatzer. […]
(e) Die Besatzung muss mit größtmöglicher Entschlossenheit und Schnelligkeit beendet werden.“

## Privatleben
Michael Lynk ist verheiratet mit Jill Tansley. Beide haben zwei Kinder, Matthew Lynk und Petra Tansley.

## Auszeichnungen
- 2015: Aufnahme in die Ehrenliste von London (Ontario) für seine Verdienste um die Menschlichkeit.[1][22]
- 2022: Auszeichnung mit dem Stern von Jerusalem[164]

## Publikationen (Auswahl)
- mit Michael Mac Neil, Peter Engelman: Trade Union Law in Canada. Canada Law Books, Aurora 1994, ISBN 978-0-88804-161-6.
- Compensation for Palestinian Refugees: An International Law Perspective. In: The Palestine Yearbook of International Law. Band 11, Nr. 1, 2000, S. 155–183, doi:10.1163/221161401X00057.
- Reconciling Rights: Accomodation of Disability and Seniority in the Canadian Workplace. (PDF) In: collectionscanada.gc.ca. 2001, abgerufen am 23. Februar 2025 (Masterarbeit).
- The Right to Restitution and Compensation in International Law and the Displaced Palestinians. In: Refuge. Band 21, Nr. 2, 2003, S. 96–113, doi:10.25071/1920-7336.21294 (Text frei zugänglich auf ResearchGate).
- Down by Law: The High Court of Israel, International Law, and the Separation Wall. In: Journal of Palestine Studies. Band 35, Nr. 1, 2005, S. 6–24, doi:10.1525/jps.2005.35.1.6.
- mit Susan Akram: The Wall and the Law: A Tale of Two Judgements. In: Netherlands Quarterly of Human Rights. Band 24, Nr. 1, 2006, S. 61–106, doi:10.1525/jps.2007.37.1.7 (Text frei zugänglich auf scholarship.law.bu.edu).
- mit John D. R. Craig (Hrsg.): Globalization and the Future of Labour Law. Cambridge University Press, Cambridge 2006, ISBN 978-0-521-85490-0.
- Conceived in Law: The Legal Foundations of Resolution 242. In: Journal of Palestine Studies. Band 37, Nr. 1, 2007, S. 7–23, doi:10.1525/jps.2007.37.1.7.
- Disability and Work. The Transformation of the Legal Status of Employees with Disabilities in the Canadian Workplace. In: R. Echlin, C. Paliare (Hrsg.): Special Lectures 2007: Employment Law. Irwin Law, Toronto 2008, ISBN 978-1-55221-146-5, S. 189–257.
- Labour Law and the New Inequality. In: Just Labour: A Canadian Journal of Work and Society. Band 15, 2009, S. 125–139, doi:10.2139/ssrn.1411700.
- mit Susan M. Akram u. a. (Hrsg.): International Law and the Israeli-Palestinian Conflict. A Rights-Based Approach to Middle East Peace. Routledge, London, New York 2011, ISBN 978-0-415-57322-1.
- Employment Equity and Canada's Aboriginal People. In: Carol Agócs (Hrsg.): Employment Equity in Canada. The Legacy of the Abella Report. 2014, ISBN 978-1-4426-4756-5, S. 99–132.
- The challenge for Europe: Making international law work for Middle East peace. In: Global Affairs. Band 4, Nr. 1, 2018, S. 1–15, doi:10.1080/23340460.2018.1507275.
- mit Pnina Alon-Shenker u. a. (Hrsg.): Labour and Employment Law. Cases, Materials, and Commentary. 9. Auflage. Canada Law Books, Aurora 2018, ISBN 978-0-88804-161-6.
- Can an Occupation Become Unlawful? Third party responsibilities and Israeli practices in the Palestinian territories. In: Frederica Bicchi (Hrsg.): Europe and the Occupation of Palestinian Territories Since 1967. 2021, ISBN 978-0-367-54226-9, S. 4–18.
- mit Richard Falk, John Dugard (Hrsg.): Protecting Human Rights in Occupied Palestine. Working Through the United Nations. Clarity Press, Atlanta 2022, ISBN 978-1-949762-55-6.
- Not Logic, but Experience: Teaching Canadian Human Rights Law. In: American Review of Canadian Studies. Band 53, Nr. 1, 2023, S. 141–154, doi:10.1080/02722011.2023.2172884.